# بول بوتس
بول بوتس (بالإنجليزية: Paul Potts)‏ (و. 1970  م) هو مغني بريطاني، ولد في برستل.
في 9 أغسطس 2014، ظهر في ديربان في جنوب أفريقيا إلى جانب فائزة غوت تالنت البالغ من العمر 44 عامًا جيمس بيمجي والسوبرانو الهولاندية البالغة من العمر 10 أعوام أميرة فيليخاخن.

## التعليم
تعلم في Plymouth Marjon University ‏.

## وصلات خارجية
- بول بوتس على موقع IMDb (الإنجليزية)
- بول بوتس على موقع ميوزك برينز (الإنجليزية)
- بول بوتس على موقع أول ميوزيك (الإنجليزية)
- بول بوتس على موقع ديسكوغز (الإنجليزية)

- بول بوتس في قاعدة بيانات الأفلام على الإنترنت